# Pietro Annoni
Pietro Annoni (Milán, 14 de diciembre de 1886-Milán, 19 de abril de 1960) fue un deportista italiano que compitió en remo.
Participó en los Juegos Olímpicos de Amberes 1920, obteniendo una medalla de plata en la prueba de doble scull. Ganó una medalla de oro en el Campeonato Europeo de Remo de 1912.

## Palmarés internacional
| Juegos Olímpicos   | Juegos Olímpicos  | Juegos Olímpicos | Juegos Olímpicos |
| Año                | Lugar             | Medalla          | Prueba           |
| ------------------ | ----------------- | ---------------- | ---------------- |
| 1920               | Amberes (Bélgica) | Medalla de plata | Doble scull      |
| Campeonato Europeo |                   |                  |                  |
| Año                | Lugar             | Medalla          | Prueba           |
| 1912               | Ginebra (Suiza)   | Medalla de oro   | Doble scull      |